# Plongeur de bord
 (septembre 2017).
Si vous disposez d'ouvrages ou d'articles de référence ou si vous connaissez des sites web de qualité traitant du thème abordé ici, merci de compléter l'article en donnant les références utiles à sa vérifiabilité et en les liant à la section « Notes et références ».
Les plongeurs de bord sont des plongeurs embarqués qui réalisent des missions d'entretien courant, de sécurité ou de sûreté des œuvres vives des navires. Ils peuvent aussi effectuer des interventions nécessitant l'utilisation d'outils sous-marins tout particulièrement en cas d'urgence. Enfin, ils interviennent également lorsqu’un filet ou un cordage vient bloquer l'hélice ou pour aider à récupérer un homme à la mer.

## Description
Ils exercent généralement une autre fonction principale à bord, leur emploi de plongeur de bord étant alors une qualification supplémentaire. Ils ne sont donc pas engagés spécifiquement depuis un Bâtiment base de plongeur.